# Luke Espíritu
Renecio Santos Espíritu, más conocido como Ka Luke, es un abogado filipino y el presidente de Solidaridad Obrera (en tagalo: Bukluran ng Manggagawang Filipino) desde 2018 hasta 2021.

## Primeros años
Es negrense de la diáspora, habiendo crecido en Gran Bacólod antes de mudarse a Gran Manila a mediados de la década de 1980.

## Carrera

### Abogacía
Ha ayudado a organizar a los parientes de las víctimas de la matanza en Escalante. También ha defendido estudiantes de la Universidad Estatal de Cavite en Silang en un caso de libelo presentado por la administración contra ellos, y triunfó.
Ha hablado en conferencias laboristas en varios países, insistiendo que la lucha proletaria tiene un carácter internacional.

### Política
Es un candidato para el senado filipino en las elecciones de 2022. Según los analistas, la prominencia de los sindicalistas como Espíritu, Norberto Gonzales, Élmer Labog, Leodegario de Guzmán y Sonny Matula en las elecciones de los últimos años coincide con la desintegración del sistema político filipino, en particular como se lo ha conocido desde la primera revolución amarilla.